# Novominskaya
Novominskaya (del ruso: Новоминска́я) es una stanitsa del raión de Kanevskaya del krai de Krasnodar del sur de Rusia. Está situada en el curso del río Albashí, entre las confluencias en este del Jailova y el Vyrvi Jvost. 24 km al norte de Kanevskaya y 140 km al norte de Krasnodar, la capital del krai. Tenía 11 971 habitantes en 2010.
Es cabeza del municipio Novominskoye, al que pertenecen asimismo Vostochni, Krasni Ochag y Chapáyev. La población total del municipio es de 12 198 habitantes.

## Historia
La localidad fue fundada en 1821 por colonos de las gubernias de Poltava y Cherníhiv, que se incribieron en el grupo de cosacos del Mar Negro. Su nombre deriva del de la localidad de Mena, en Ucrania. A finales del siglo XIX contaba con 6 586 habitantes y se había construido una iglesia dos escuelas y varios establecimientos industriales, entre ellos una fábrica de ladrillos. En 1911 vio su desarrollo acelerado con la llegada del ferrocarril. Hasta finales de la década perteneció al otdel de Yeisk del óblast de Kubán.
A finales de 1919-principios de 1920 los cosacos del Kubán (formados por los cosacos del Mar Negro y los de la línea del Cáucaso) abandonaron en masa el Ejército de Voluntarios de Denikin para ponerse bajo las órdenes de la Rada del Kubán, que siguió luchando contra los bolcheviques en alianza con otros gobiernos como la República Popular de Ucrania y la República Democrática de Georgia.
En  1932-1933 fue incluida en las listas negras de sabotaje en el marco de la colectivización de la tierra en la Unión Soviética, por lo que parte de su población fue represaliada, muerta de inanición o exiliada a otras regiones de la Unión Soviética.
Entre 1935 y 1953 fue designada centro administrativo de un raión y en agosto de ese año pasó al de Kanevskaya.

## Demografía
| 2002   | 2010   |
| ------ | ------ |
| 11 895 | 11 971 |

### Composición étnica
De los 11 895 habitantes en 2002, el 93.7 % era de etnia rusa, el 2.6 % era de etnia ucraniana, el 1 % era de etnia armenia, el 0.6 % era de etnia bielorrusa, el 0.3 era de etnia alemana, el 0.3 % era de etnia azerí, el 0.2 % era de etnia griega, el 0.1 % era de etnia tártara, el 0.1 % era de etnia georgiana, el 0.1 % era de etnia adigué y el 0.1 % era de etnia gitana.

## Economía y transporte
La principal actividad de la localidad es la agricultura, siendo la principal compañía la conservera Albashski konservni zavod (parte del hólding Diadia Vania).
Cuenta con una estación de ferrocarril (Albashí) en la línea que une Timashovsk y Starominskaya. Por la stanitsa pasa la carretera regional R268 Krasnodar-Bataisk.

## Personalidades
- Semión Pidgaini (1907-1965, historiador, arqueólogo y escritor ruso y soviético.
- Alekséi Guskov, sargento, Héroe de la Unión Soviética.
- Iván Gavrish, intérprete de bandura, pedagogo y figura activa en la recuperación de la cultura de los cosacos del Kubán.